# 国際ソフトウェアテスト資格認定委員会
国際ソフトウェアテスト資格認定委員会（こくさいソフトウェアテストしかくにんていいいんかい、英: International Software Testing Qualifications Board、ISTQB、以下ISTQBと記述）は、ブリュッセルに拠点を置き非営利団体として活動する、ソフトウェアテスト技術者の国際的な資格認定団体。

## 概要
ISTQBは、認定資格試験の出題範囲を定めるシラバスを作成して公開し、試験を実施するとともに、各国のソフトウェアテストの関係者が設立したISTQB認定の加盟委員会の間の連携と相互認証を仲介する。ISTQBの認定資格には、ISTQB自身が直接認定する資格と、各国の加盟委員会がISTQBのシラバスに沿って作成した試験により認定される資格があり、ISTQBと各加盟委員会が相手の資格を相互承認しているため、いずれの資格も同等に扱われる。日本におけるISTQB認証の加盟委員会は、日本ソフトウェアテスト資格認定委員会 (JSTQB) であるが、JSTQBは日本語版シラバスおよび試験内容の作成を行い、試験の実施は日本科学技術連盟が担当する。

## 沿革
2002年、ソフトウェアテスト技術者の育成を図ることを目的に、エジンバラにてオーストリア、デンマーク、フィンランド、ドイツ、スウェーデン、オランダ、イギリスの８か国のソフトウェアテスト関連の委員会が共同で設立。すでに1998年にはイギリスの情報システム試験委員会 (ISEB) が、ソフトウェアテスト技術者向けの認定資格のシラバスを作成し、それに基づく試験を実施していたため、2003年にISTQBは、ISEBのシラバスと同水準の内容のシラバスを作成して認定資格を開始。2010年、ISEBは、ISTQBのイギリスにおける加盟委員会である連合王国テスト委員会(UKTB)と協定を結び、自身のソフトウェアテスト認定資格の試験に代えてISTQB認定資格の試験の実施を開始。ISTQB認定の加盟委員会がある国は、2017年12月時点で58か国に達する。日本の加盟委員会は日本ソフトウェアテスト資格認定委員会で、2005年4月に認定された。

## 認定資格
2017年12月時点で受験者数は120か国78万5千人、有資格者数は57万人を数える。
認定資格の難易度は、設立時点はFoundation Levelのみであったが、2003年に上級資格のAdvanced Levelのシラバスが作成され、2004年にそれに基づく認定資格試験が開始。2011年には最上級のExpert Levelのシラバスが作成され、2014年に試験が開始。各レベルのシラバスはISTQBのサイドで公開されている。シラバスは改訂が繰り返されており、Foundation Levelに関しては、2018年現在、2011年版が最新版である。
認定資格には、伝統的なテスト手法に対応する基本コースであるCoreに加え、拡張コースとして、アジャイルソフトウェア開発に対応するAgileと専門分野に対応するSpecialistがある。各コースは難易度別にFoundation Level、Advanced Level、Expert Levelに分かれるが、2018年現在、Expert Levelまで受験可能なのはCoreのみで、SpecialistはAdvanced Levelまで、AgileはFoundation Levelまでしか試験は用意されていない。